# Aristolochia asperifolia
Aristolochia asperifolia är en piprankeväxtart som beskrevs av Ernst Heinrich Georg Ule. Aristolochia asperifolia ingår i släktet piprankor, och familjen piprankeväxter. Inga underarter finns listade i Catalogue of Life.